# CTE Benevente (D-20)
CTE Benevente (D-20) (ex-USS Christopher (DE-100), Cannon Class) foi um navio tipo contratorpedeiro da Classe Bertioga que serviu a Marinha do Brasil após a Segunda Guerra Mundial.
Foi o primeiro navio a ostentar esse nome na Marinha do Brasil. O Benevente foi construído pelo estaleiro Dravo Corporation, em Wilmington, estado de Delaware, Estados Unidos.
Foi transferido por empréstimo e incorporado a MB em 19 de dezembro de 1944, na Base Naval de Natal, no Rio Grande do Norte, recebendo o indicativo de casco Be 6. Naquela ocasião, assumiu o comando, o Capitão-de-Corveta Jorge Campello Maurício de Abreu.

## Honrarias e condecorações
|                         |                            |
| American Campaign Medal | World War II Victory Medal |